# Fay-les-Étangs
Pour les articles homonymes, voir Fay.
Fay-les-Étangs est une commune française située dans le département de l'Oise en région Hauts-de-France.

## Géographie

### Description
Fay-les-Étangs est un village du Vexin français dans l'Oise, situé à 5 km au sud-est de Chaumont-en-Vexin, 13 km au sud-est de Gisors, 23 km au sud-ouest de Beauvais, 15 km à l'ouest de Méru.
Le village est accessible par l'ancienne route nationale 323 (actuelle RD 923) qui passe tout à proximité, au nord, selon un axe est-ouest.
En 1827, Louis Graves indiquait que « le village est situé à l'extrémité du territoire vers Loconville. Une partie du sol au nord est crayeuse ; le sable domine dans la région intermédiaire, et des marais occupent le midi de la commune dont la surface n'est traversée par aucun cours d'eau. Les maisons sont bâties en bois, et couvertes en chaume »

### Communes limitrophes
|                        | Boissy-le-Bois |        |
| Loconville             | Fay-les-Étangs | Fleury |
| Liancourt-Saint-Pierre | Tourly         |        |

### Hydrographie
La commune est située dans le bassin Seine-Normandie. Elle est drainée par la Troesne, le canal de la Garenne, le canal Saint-Clair et un autre petit cours d'eau,.
La Troesne, d'une longueur de 27 km, prend sa source dans la commune de Hénonville et se jette  dans l'Epte à Gisors, après avoir traversé douze communes.

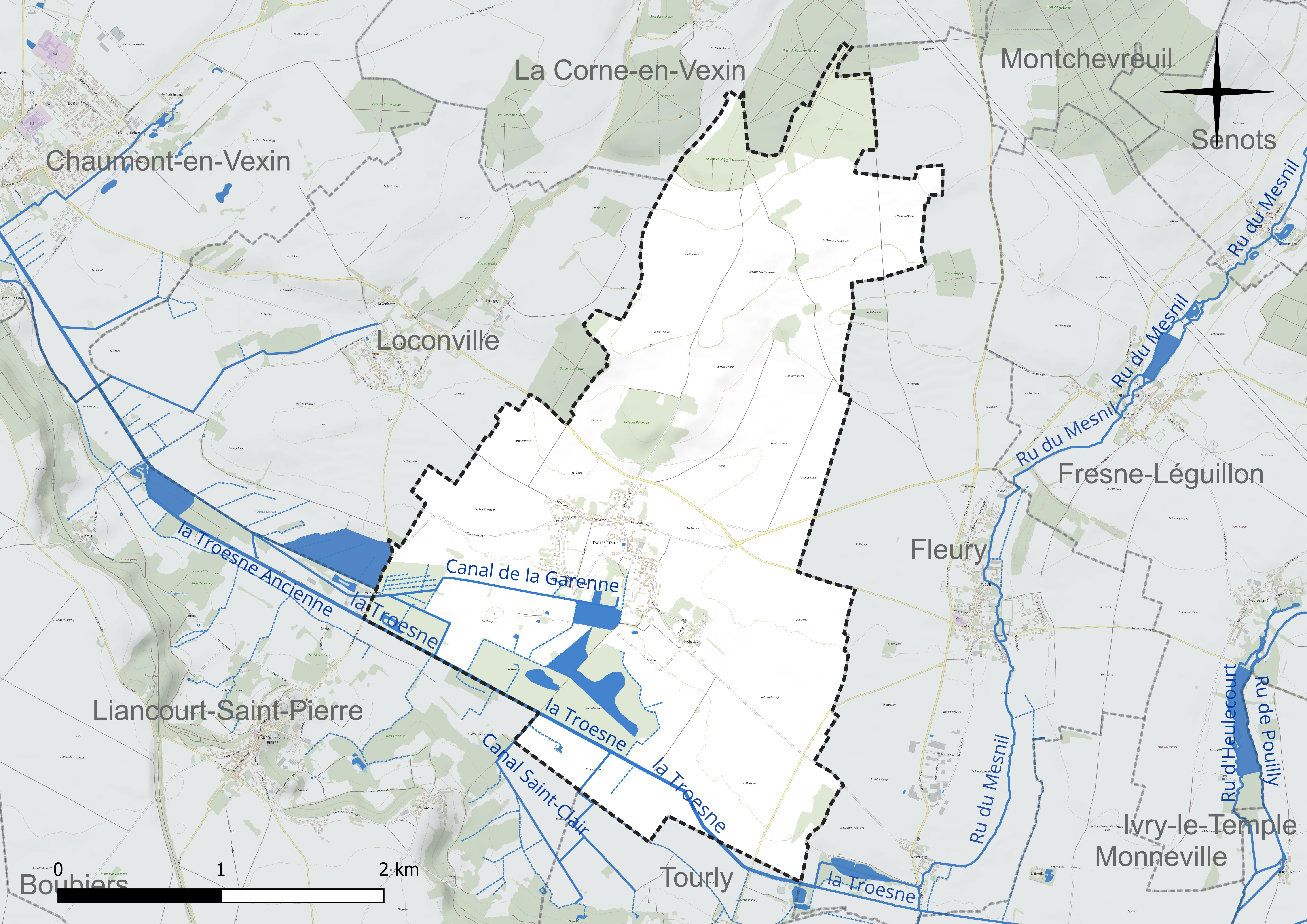
Réseau hydrographique de Fay-les-Étangs.

### Climat
Pour des articles plus généraux, voir Climat des Hauts-de-France et Climat de l'Oise.
En 2010, le climat de la commune est de type climat océanique dégradé des plaines du Centre et du Nord, selon une étude du CNRS s'appuyant sur une série de données couvrant la période 1971-2000. En 2020, Météo-France publie une typologie des climats de la France métropolitaine dans laquelle la commune est exposée à un climat océanique et est dans la région climatique Sud-ouest du bassin Parisien, caractérisée par une faible pluviométrie, notamment au printemps (120 à 150 mm) et un hiver froid (3,5 °C).
Pour la période 1971-2000, la température annuelle moyenne est de 10,8 °C, avec une amplitude thermique annuelle de 14,5 °C. Le cumul annuel moyen de précipitations est de 713 mm, avec 11,8 jours de précipitations en janvier et 8 jours en juillet. Pour la période 1991-2020, la température moyenne annuelle observée sur la station météorologique la plus proche, située sur la commune de Jaméricourt à 8 km à vol d'oiseau, est de 11,0 °C et le cumul annuel moyen de précipitations est de 695,7 mm,. Pour l'avenir, les paramètres climatiques de la commune estimés pour 2050 selon différents scénarios d'émission de gaz à effet de serre sont consultables sur un site dédié publié par Météo-France en novembre 2022.

## Urbanisme

### Typologie
Au 1er janvier 2024, Fay-les-Étangs est catégorisée commune rurale à habitat dispersé, selon la nouvelle grille communale de densité à sept niveaux définie par l'Insee en 2022.
Elle est située hors unité urbaine. Par ailleurs la commune fait partie de l'aire d'attraction de Paris, dont elle est une commune de la couronne,.

### Occupation des sols
L'occupation des sols de la commune, telle qu'elle ressort de la base de données européenne d'occupation biophysique des sols Corine Land Cover (CLC), est marquée par l'importance des territoires agricoles (86 % en 2018), en diminution par rapport à 1990 (87,6 %). La répartition détaillée en 2018 est la suivante : 
terres arables (69,6 %), prairies (12,9 %), forêts (9,6 %), zones urbanisées (4,5 %), zones agricoles hétérogènes (3,5 %). L'évolution de l'occupation des sols de la commune et de ses infrastructures peut être observée sur les différentes représentations cartographiques du territoire : la carte de Cassini (XVIIIe siècle), la carte d'état-major (1820-1866) et les cartes ou photos aériennes de l'IGN pour la période actuelle (1950 à aujourd'hui).

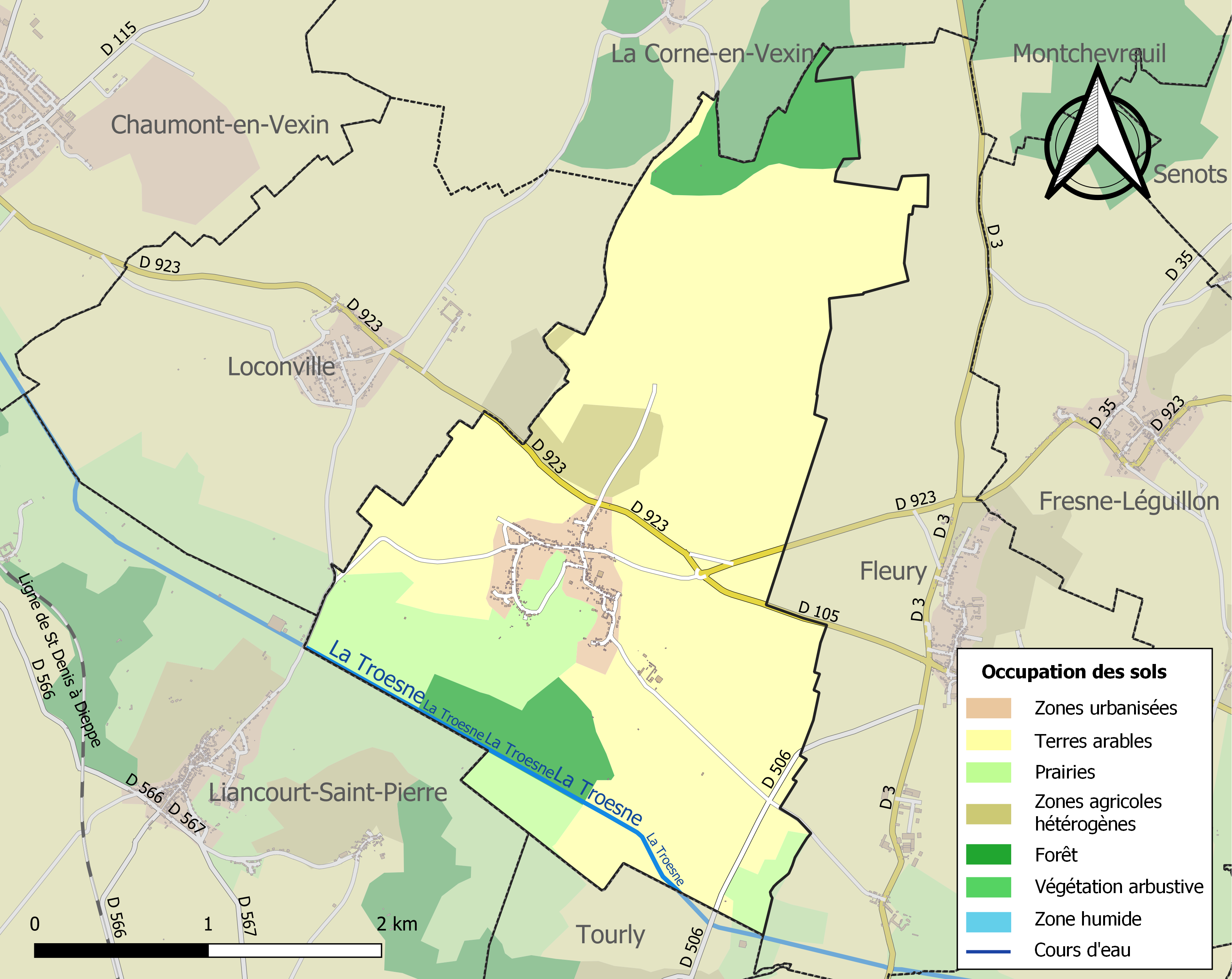
Carte des infrastructures et de l'occupation des sols de la commune en 2018 (CLC).

### Habitat et logement
En 2019, le nombre total de logements dans la commune était de 190, alors qu'il était de 188 en 2014 et de 160 en 2009.
Parmi ces logements, 96,3 % étaient des résidences principales, 3,7 % des résidences secondaires et 0 % des logements vacants. Ces logements étaient pour 97,3 % d'entre eux des maisons individuelles et pour 2,7 % des appartements.
Le tableau ci-dessous présente la typologie des logements à Fay-les-Étangs en 2019 en comparaison avec celle de l'Oise et de la France entière. Une caractéristique marquante du parc de logements est ainsi une proportion de résidences secondaires et logements occasionnels (3,7 %) supérieure à celle du département (2,4 %) et à celle de la France entière (9,7 %). Concernant le statut d'occupation de ces logements, 94,4 % des habitants de la commune sont propriétaires de leur logement (95,8 % en 2014), contre 61,4 % pour l'Oise et 57,5 pour la France entière.
| Typologie                                               | Fay-les-Étangs | Oise | France entière |
| ------------------------------------------------------- | -------------- | ---- | -------------- |
| Résidences principales (en %)                           | 96,3           | 90,4 | 82,1           |
| Résidences secondaires et logements occasionnels (en %) | 3,7            | 2,4  | 9,7            |
| Logements vacants (en %)                                | 0              | 7,1  | 8,2            |

### Voies de communication et transports
Les stations de chemin de fer les plus proches sont les gares de Liancourt-Saint-Pierre et de Chaumont-en-Vexin, respectivement à 6,4 et 8,3 km, desservies par les trains du réseau Transilien Paris Saint-Lazare (ligne J), et la gare de Méru, desservie par des trains TER Hauts-de-France qui effectuent des missions entre les gares de Paris-Nord et de Beauvais.
Une navette gratuite est mise en service les vendredi matin tous les quinze jours par la commune pour se rendre à Chaumont.
La commune est desservie, en 2023, par les lignes 608, 6106, 6133 et 6136 du réseau interurbain de l'Oise.

## Toponymie
La prononciation locale de Fay (au XXe siècle) est en API [fajiː].
Le nom de la localité est mentionné sous les formes Faiaco en 1090, Fayel les étangs au XVIIe siècle, mais au siècle suivant sur la carte de Cassini le Fay (ou *le Faÿ) avec le hameau Faï indiqué immédiatement à l'est.
L'origine du nom de Fay vient du latin fagus qui signifie « hêtre ».
L'appellation les-Étangs provient de la proximité des étangs de la vallée de la Troesne, deux étangs figuraient au sud en bordure du village sur la carte de Cassini, dans une zone actuellement marécageuse en partie drainée, aujourd'hui convertie en prairies.
Le 9 janvier 1965, Faÿ prend le nom de Fay-les-Étangs.

## Histoire
Louis Graves indiquait en 1827  « Le patronage de la paroisse de Fay, aujourd'hui succursale sous l'invocation de St.-Vaast, fut donné en 1209 par l'archevêque de Rouen à l'abbaye de Gomerfontaine ; ce patronage causa, au seizième siècle, un procès entre cette al›baye  et celle de St.-Germer qui fut déboutée .par sentence du 25 mai 1660 ; et..cependant l'abbé de St.-Germer resta gros décimateur ».
En 1827, la commune disposait d'une école. Un moulin à eau fonctionnait, alimenté par le trop plein de pièces d'eau.

## Politique et administration

### Rattachements administratifs et électoraux

#### Rattachements administratifs
La commune se trouve dans l'arrondissement de Beauvais du département de l'Oise.
Elle faisait partie depuis 1793 du canton de Chaumont-en-Vexin. Dans le cadre du redécoupage cantonal de 2014 en France, cette circonscription administrative territoriale a disparu, et le canton n'est plus qu'une circonscription électorale.

#### Rattachements électoraux
Pour les élections départementales, la commune est membre depuis 2014 d'un nouveau  canton de Chaumont-en-Vexin
Pour l'élection des députés, elle fait partie de la deuxième circonscription de l'Oise.

### Intercommunalité
Fay-les-Étangs est membre de la communauté de communes du Vexin-Thelle, un établissement public de coopération intercommunale (EPCI) à fiscalité propre créé en 2000 et auquel la commune a transféré un certain nombre de ses compétences, dans les conditions déterminées par le code général des collectivités territoriales.

### Liste des maires
| Période                                  | Période                       | Identité        | Étiquette | Qualité    |
| ---------------------------------------- | ----------------------------- | --------------- | --------- | ---------- |
| Les données manquantes sont à compléter. |                               |                 |           |            |
| mars 2001                                | 2008                          | Élisabeth Mauny |           |            |
| mars 2008                                | mai 2020                      | Thierry Ananos  |           | magasinier |
| mai 2020                                 | En cours (au 2 décembre 2021) | Alain Ridel     |           |            |

## Équipements et services publics

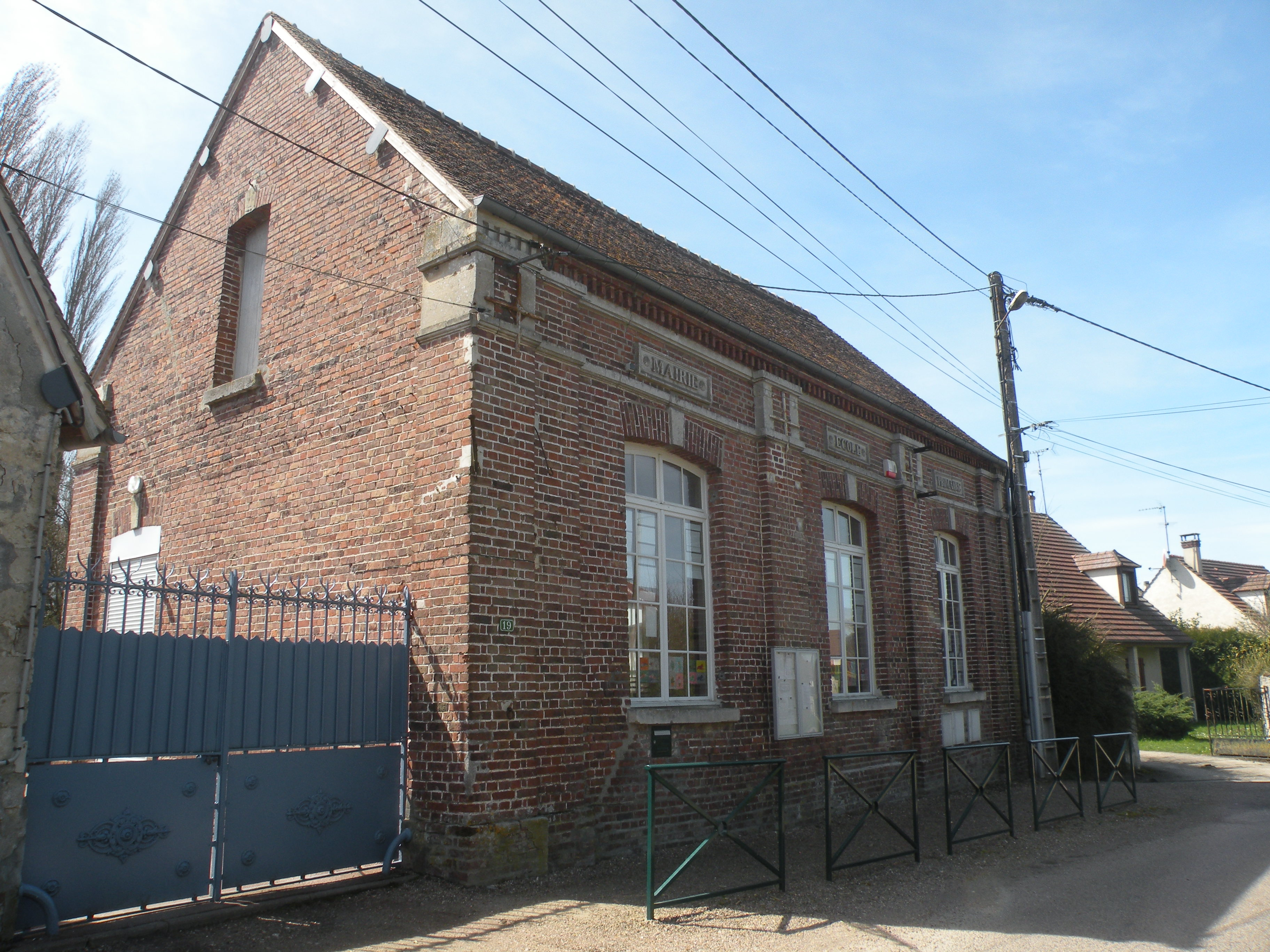
L'école.

### Enseignement
Les enfants de la commune sont scolarisés avec ceux de Fleury et de Fresne-Léguillon dans le cadre d'ujn regroupement pédagogique intercommunal (RPI). L'école de Faÿ-les-Etangs accueille la classe de CE1.

## Population et société

### Démographie

#### Évolution démographique
L'évolution du nombre d'habitants est connue à travers les recensements de la population effectués dans la commune depuis 1793. Pour les communes de moins de 10 000 habitants, une enquête de recensement portant sur toute la population est réalisée tous les cinq ans, les populations de référence des années intermédiaires étant quant à elles estimées par interpolation ou extrapolation. Pour la commune, le premier recensement exhaustif entrant dans le cadre du nouveau dispositif a été réalisé en 2007.

En 2022, la commune comptait 470 habitants, en évolution de +0,21 % par rapport à 2016 (Oise : +0,87 %, France hors Mayotte : +2,11 %).
| 1793 | 1800 | 1806 | 1821 | 1831 | 1836 | 1841 | 1846 | 1851 |
| ---- | ---- | ---- | ---- | ---- | ---- | ---- | ---- | ---- |
| 267  | 259  | 273  | 233  | 443  | 256  | 268  | 277  | 257  |

| 1856 | 1861 | 1866 | 1872 | 1876 | 1881 | 1886 | 1891 | 1896 |
| ---- | ---- | ---- | ---- | ---- | ---- | ---- | ---- | ---- |
| 273  | 268  | 275  | 263  | 259  | 255  | 235  | 245  | 195  |

| 1901 | 1906 | 1911 | 1921 | 1926 | 1931 | 1936 | 1946 | 1954 |
| ---- | ---- | ---- | ---- | ---- | ---- | ---- | ---- | ---- |
| 221  | 231  | 227  | 232  | 196  | 165  | 163  | 154  | 156  |

| 1962 | 1968 | 1975 | 1982 | 1990 | 1999 | 2006 | 2007 | 2012 |
| ---- | ---- | ---- | ---- | ---- | ---- | ---- | ---- | ---- |
| 151  | 160  | 168  | 258  | 284  | 368  | 395  | 399  | 447  |

| 2017 | 2022 | - | - | - | - | - | - | - |
| ---- | ---- | - | - | - | - | - | - | - |
| 471  | 470  | - | - | - | - | - | - | - |

#### Pyramide des âges
La population de la commune est relativement jeune.
En 2018, le taux de personnes d'un âge inférieur à 30 ans s'élève à 35,3 %, soit en dessous de la moyenne départementale (37,3 %). À l'inverse, le taux de personnes d'âge supérieur à 60 ans est de 21,6 % la même année, alors qu'il est de 22,8 % au niveau départemental.
En 2018, la commune comptait 230 hommes pour 240 femmes, soit un taux de 51,06 % de femmes, légèrement inférieur au taux départemental (51,11 %).
Les pyramides des âges de la commune et du département s'établissent comme suit.
| Hommes | Classe d’âge | Femmes |
| ------ | ------------ | ------ |
| 0,0    | 90 ou +      | 0,4    |
| 7,1    | 75-89 ans    | 9,8    |
| 11,4   | 60-74 ans    | 14,4   |
| 23,1   | 45-59 ans    | 18,9   |
| 24,1   | 30-44 ans    | 20,2   |
| 14,2   | 15-29 ans    | 12,1   |
| 20,1   | 0-14 ans     | 24,3   |

| Hommes | Classe d’âge | Femmes |
| ------ | ------------ | ------ |
| 0,5    | 90 ou +      | 1,4    |
| 5,5    | 75-89 ans    | 7,6    |
| 15,6   | 60-74 ans    | 16,3   |
| 20,8   | 45-59 ans    | 20     |
| 19,4   | 30-44 ans    | 19,4   |
| 17,6   | 15-29 ans    | 16,2   |
| 20,6   | 0-14 ans     | 19,1   |

## Culture locale et patrimoine

### Lieux et monuments
- Le haras ;
- L'église Saint-Vaast, située en bordure de l'ancienne zone marécageuse de la Troësne, et caractérisée par son clocher élancé, présente des  parties datant des XIe au XVIe siècle. La nef, la base et le premier étage du  clocher datent du XIe siècle. La nef — de style gothique — percée de fenêtres plus récentes et soutenue par des contreforts du XIIIe siècle et intéressante par son appareil en arêtes de poisson et sa corniche romane à modillons. La voûte en berceau plein cintre de la travée du clocher a été conservée. Au nord de la nef se trouve une chapelle construite vers 1200, voûtée d'ogives retombant sur des culots et éclairées par trois simples lancettes soulignées par une moulure biseautée. Le deuxième étage du clocher, ajouré sur chaque face de deux hautes et étroites baies géminées que soulignent des colonnettes, date de la même époque.
Au début du XIVe siècle est construit au sud de la base du clocher une chapelle dédiée à saint Jean Baptiste et sans doute à usage seigneurial, qui est éclairée au sud par une belle fenêtre à deux lancettes surmontées d'une rose à cinq lobes. Le chœur à deux travées et chevet plat date lui du XVIe siècle et dispose de 5 fenêtres en style gothique flamboyant[29]

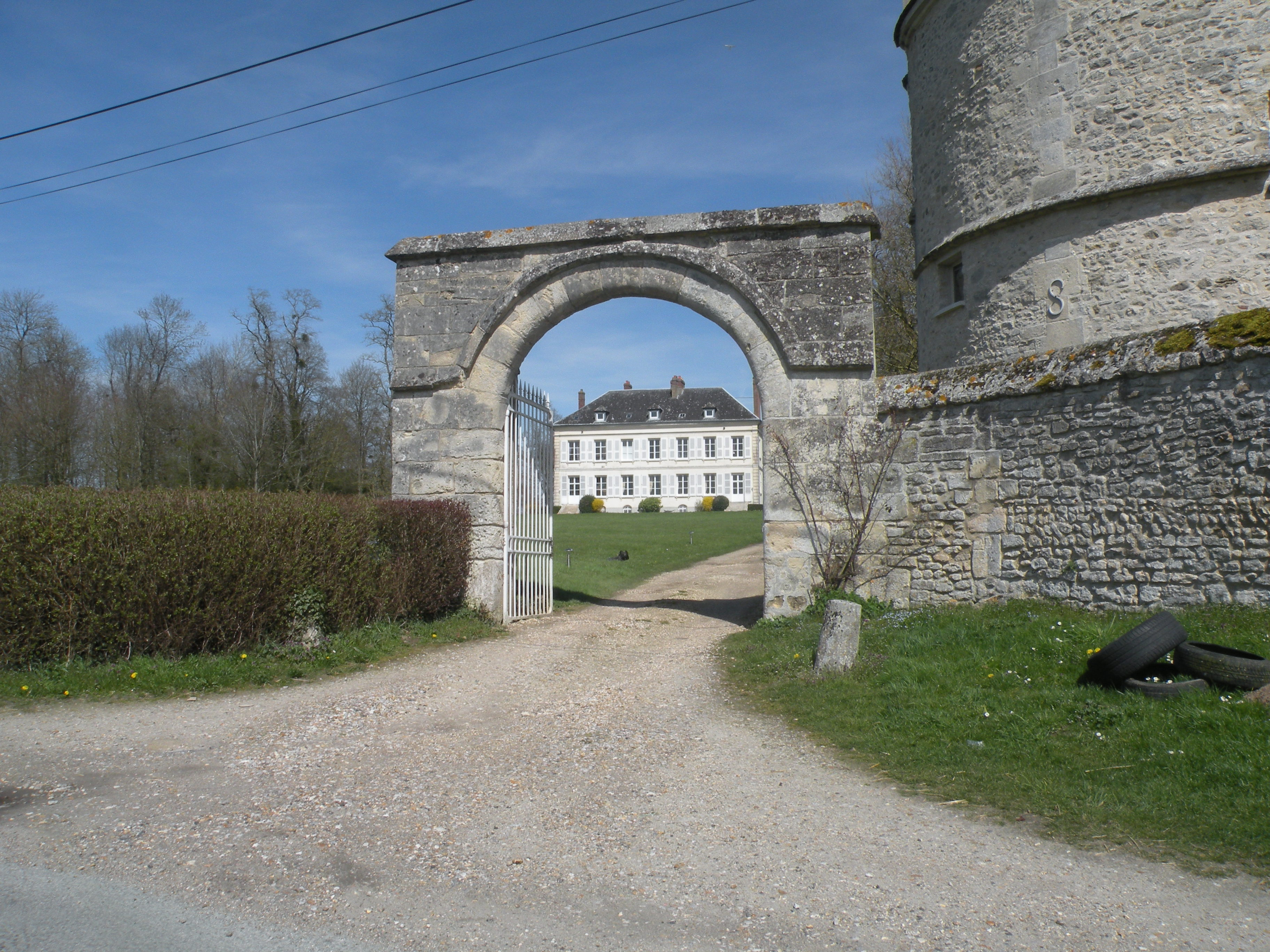
Le haras
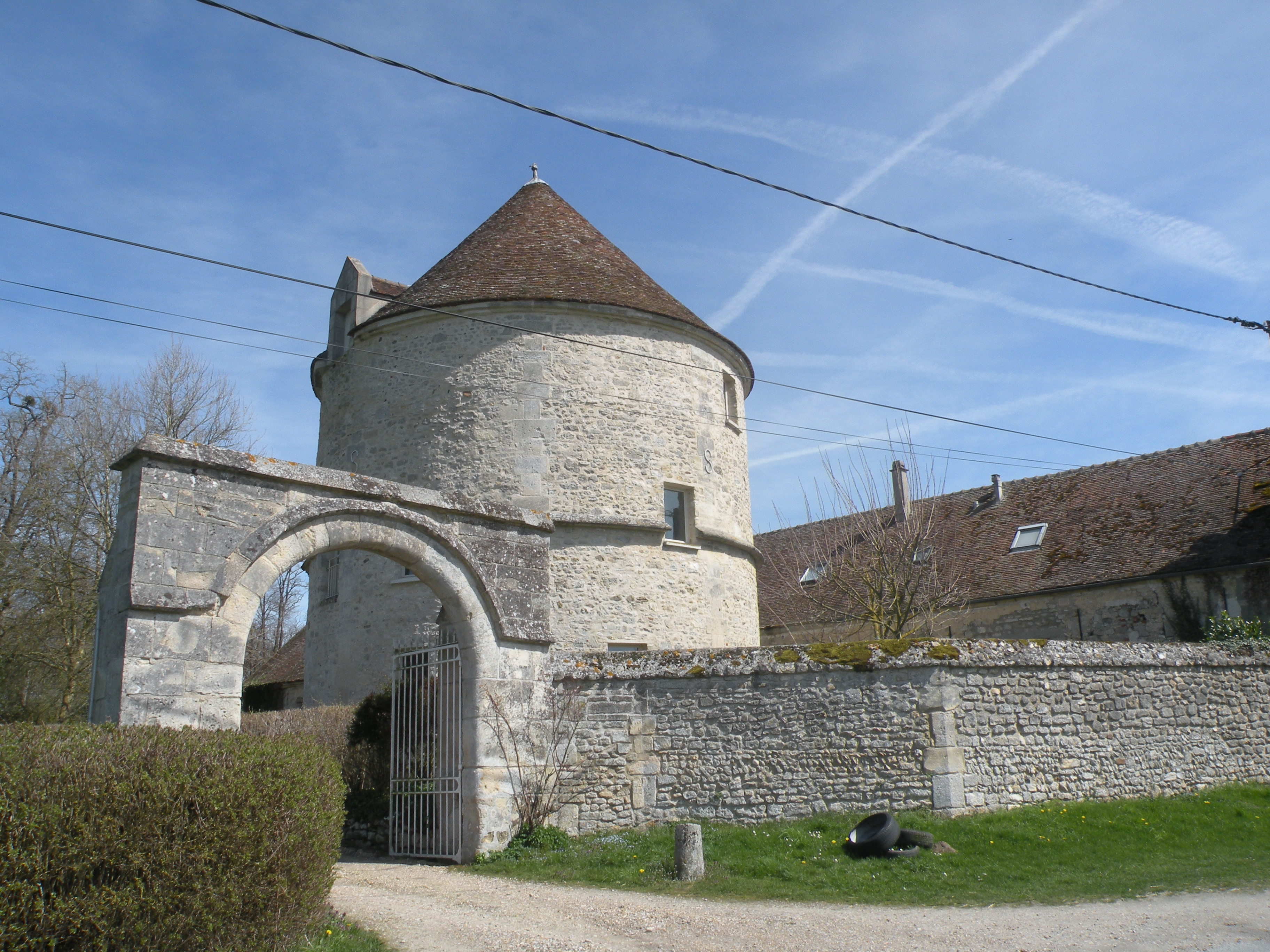
Le pigeonnier
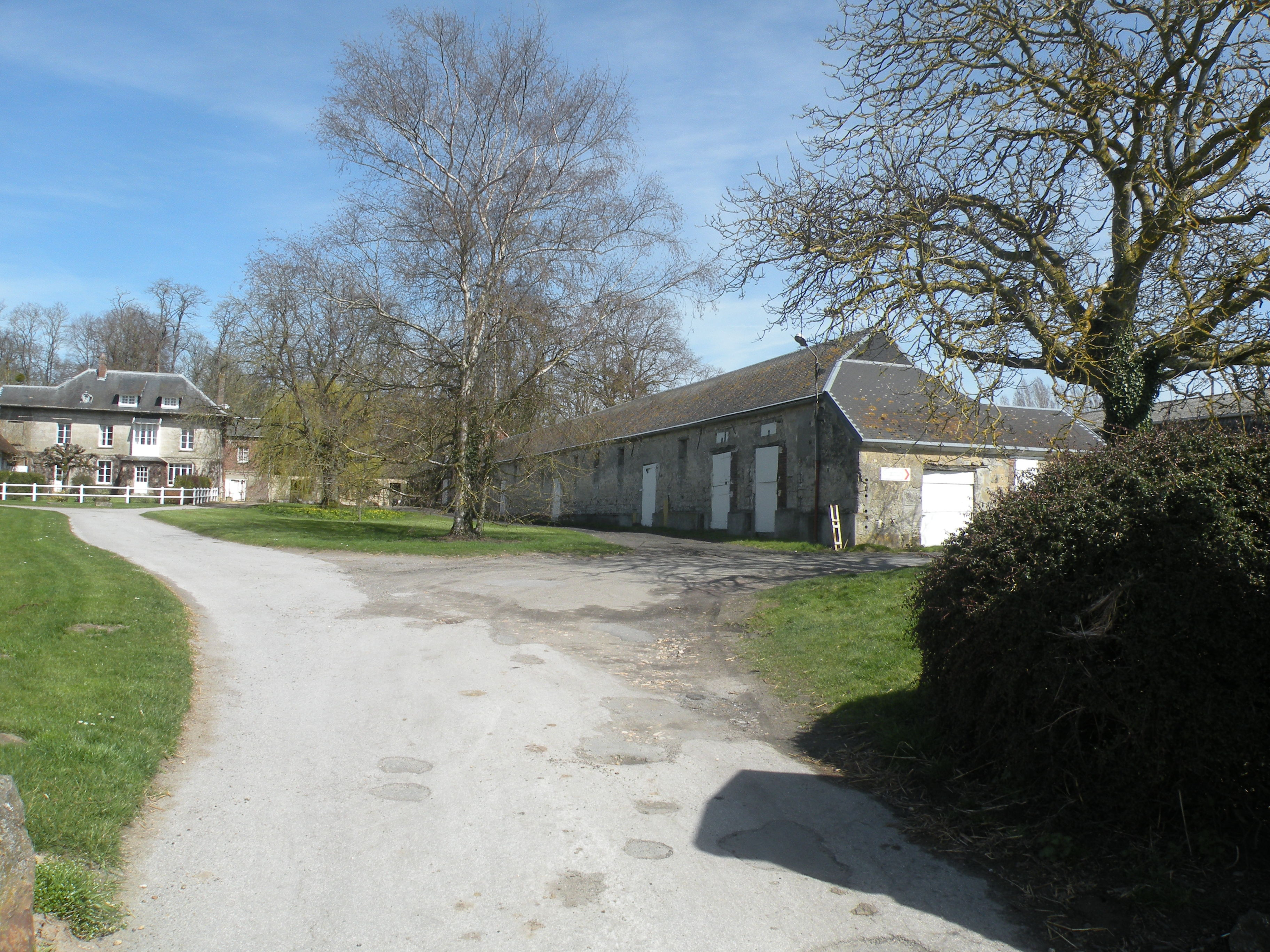
Communs du haras
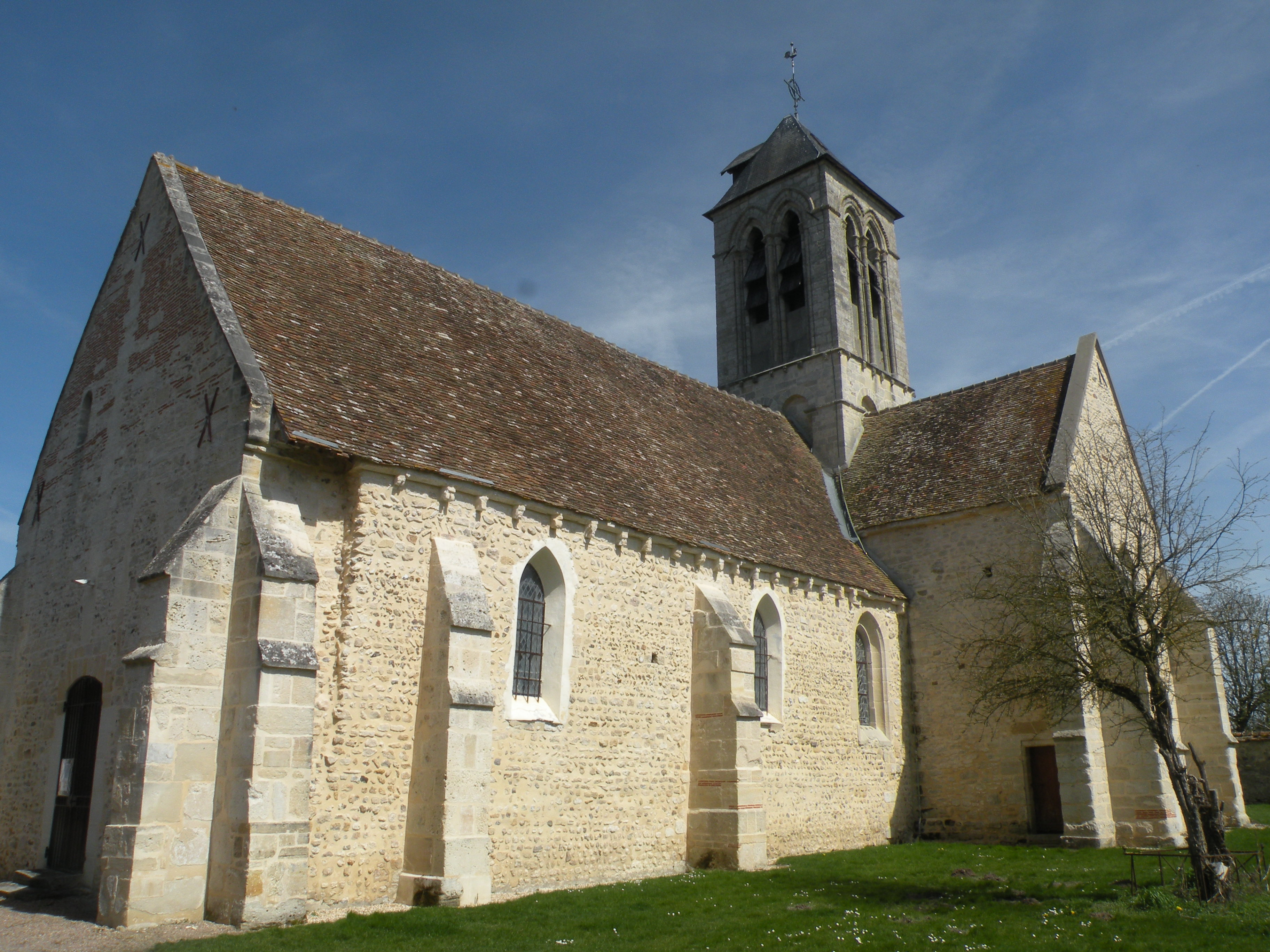
L'église.
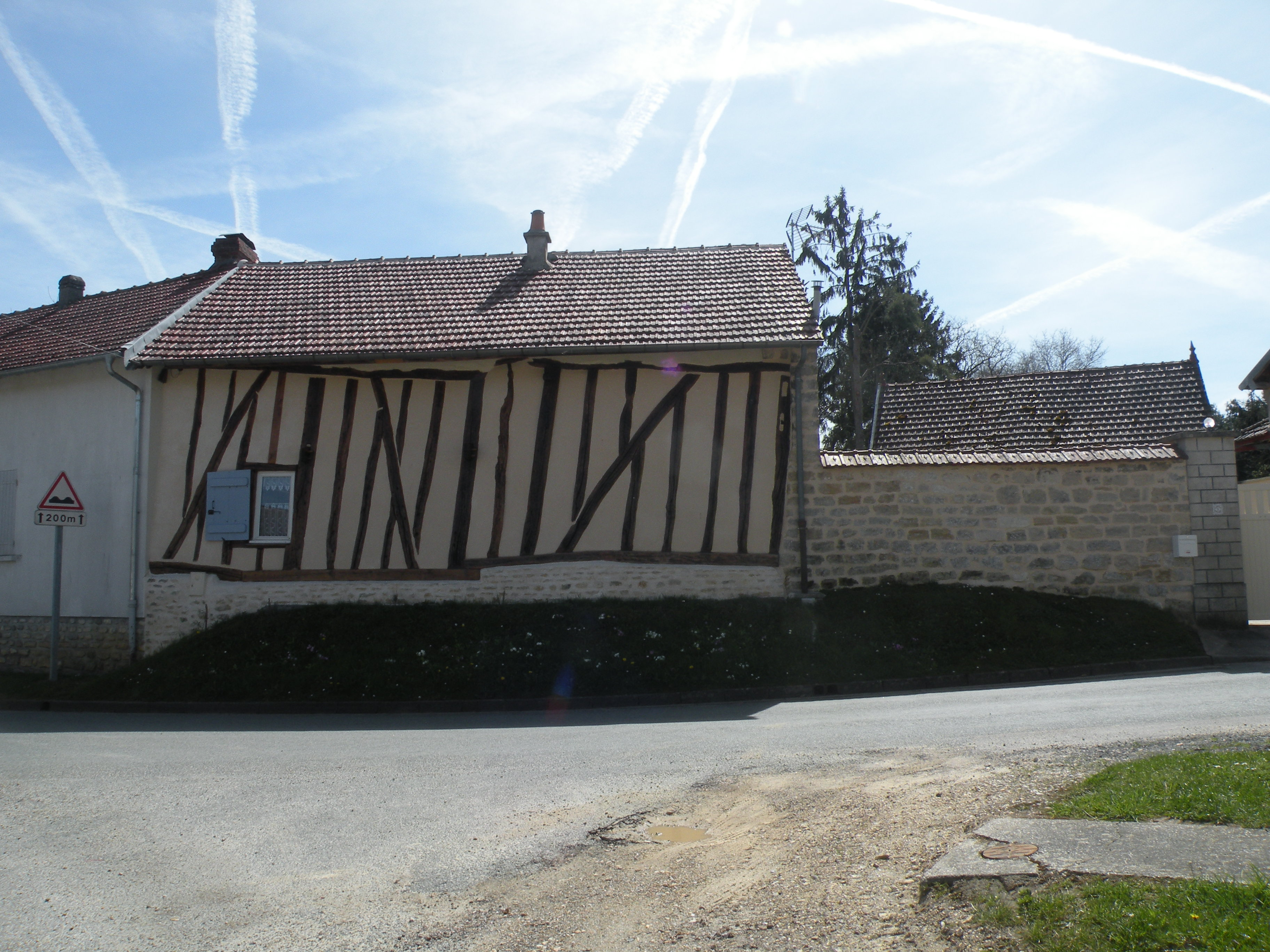
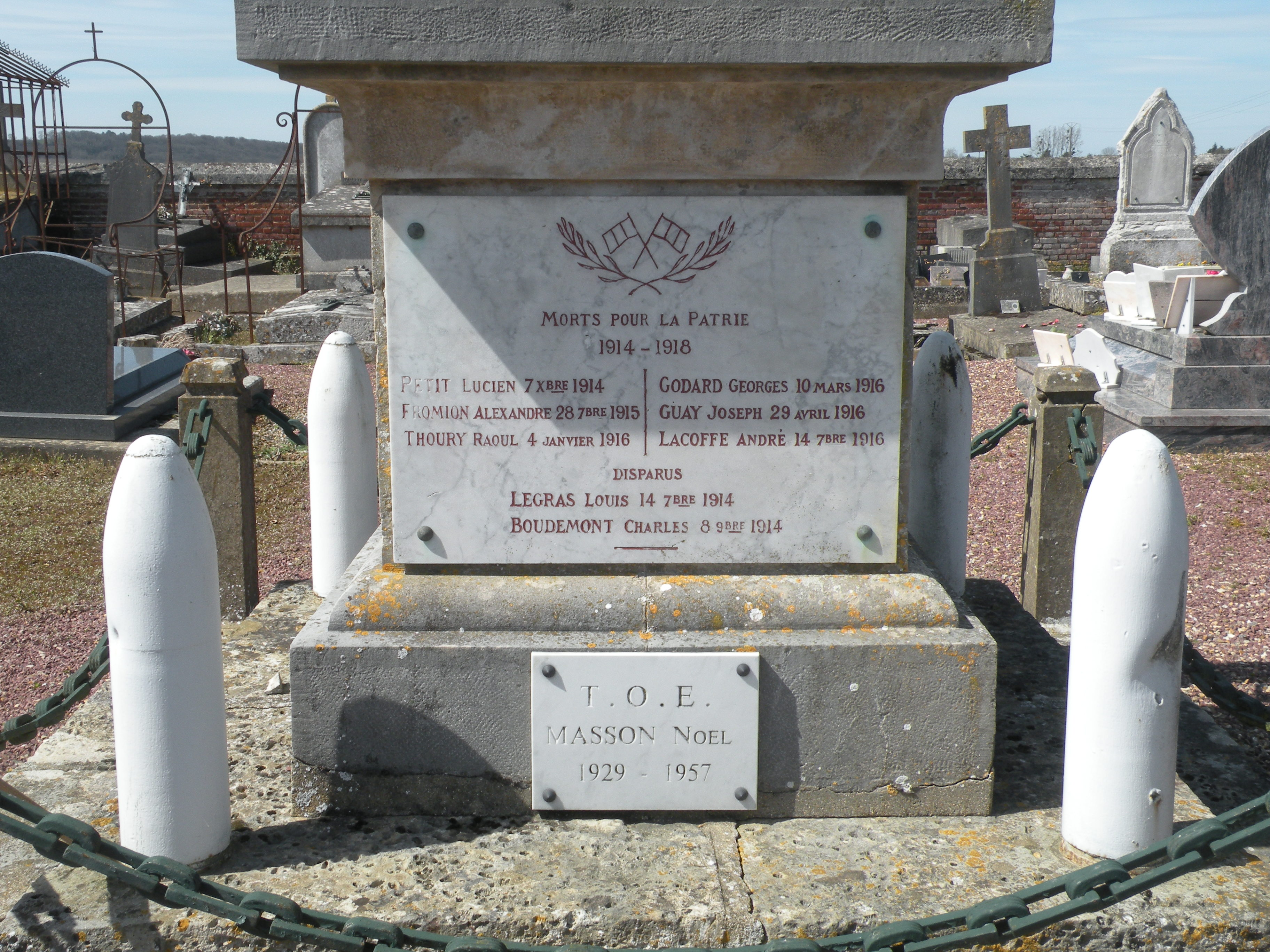
Monument aux morts.

### Personnalités liées à la commune
- Le cinéaste Marcel L'Herbier (1888-1979) s'y est marié avec l'actrice Marcelle Pradot en 1921.
- Le peintre Lucien Rousselot (1900-1992), spécialiste en uniformologie, est décédé dans la commune.

### Filmographie
Des scènes du film Magistrate sont tournées en octobre 2024 dans la commune.

### Héraldique
| Blason de Fay-les-Étangs | Blason  | Taillé: au 1er de gueules à la feuille de chêne d'argent posée en bande, au 2e de sinople poisson d'argent nageant en bande; à la bande ondée d'argent brochant sur la partition. |
| Blason de Fay-les-Étangs | Détails | Le statut officiel du blason reste à déterminer. |